# Уэрт (округ, Миссури)
Округ Уэрт (англ. Worth County) — округ штата Миссури, США. Население округа на 2009 год составляло 2014 человек. Административный центр округа — город Грант-Сити.

## История
Округ Уэрт основан в 1861 году.

## География
Округ занимает площадь 688.9 км2.

## Демография
Согласно оценке Бюро переписи населения США, в округе Уэрт в 2009 году проживало 2014 человек. Плотность населения составляла 2.9 человек на квадратный километр.